# Nożyno (gromada w powiecie bytowskim)
Nożyno (do 196? Czarna Dąbrówka; od 31 XII 1971 Czarna Dąbrówka) – dawna gromada, czyli najmniejsza jednostka podziału terytorialnego Polskiej Rzeczypospolitej Ludowej w latach 1954–1972.
Gromady, z gromadzkimi radami narodowymi (GRN) jako organami władzy najniższego stopnia na wsi, funkcjonowały od reformy reorganizującej administrację wiejską przeprowadzonej jesienią 1954 do momentu ich zniesienia z dniem 1 stycznia 1973, tym samym wypierając organizację gminną w latach 1954–1972.
Gromadę Nożyno z siedzibą GRN w Nożynie utworzono pomiędzy 1960 a 1965 rokiem (brak odpowiedniego Dziennika Urzędowego) w powiecie bytowskim w woj. koszalińskim w związku z przeniesieniem siedziby GRN gromady Czarna Dąbrówka z Czarnej Dąbrówki do Nożyna i zmianą nazwy jednostki na gromada Nożyno.
31 grudnia 1968 do gromady Nożyno włączono miejscowości Brzezinka i Dąbrowa Leśna ze zniesionej gromady Jasień w tymże powiecie.
Gromadę Nożyno zniesiono 31 grudnia 1971 przez przeniesienie siedziby GRN z Nożyna do Czarnej Dąbrówki i zmianę nazwy jednostki na gromada Czarna Dąbrówka.